# Hermannia nathanaeli
Hermannia nathanaeli är en kvalsterart som beskrevs av Wet 1993. Hermannia nathanaeli ingår i släktet Hermannia och familjen Hermanniidae. Inga underarter finns listade i Catalogue of Life.